# Flottation par moussage
Pour un article plus général, voir Flottation.

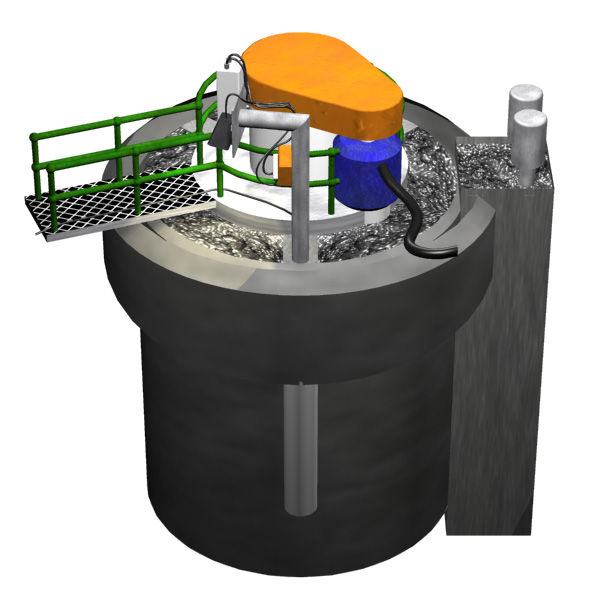
Illustration d'une cellule de flottation cylindrique, avec des caméras et un éclairage destinés à l'analyse de l'image de la mousse.

La flottation par moussage est un procédé de séparation utilisé pour séparer les matières hydrophobes des matières hydrophiles.

## Histoire
Historiquement, l'extraction minière a été la première industrie à utiliser ce procédé à grande échelle, où il a été une des technologies les plus utilisées au XXe siècle. Il a été ainsi qualifié de « la plus importante opération élémentaire utilisée pour la récupération et l'enrichissement des minerais sulfureux », par son intérêt dans l'extraction du cuivre, du nickel, etc., contribuant, avec la mécanisation, à l'exploitation de gisements de plus en plus pauvres.
La flottation par moussage est également très utilisée dans le traitement des eaux usées industrielles, pour enlever les composés huileux, ou la valorisation des déchets en papier et en carton, pour enlever les encres et les colles.